# Cugaro
Cugaro är ett periodiskt vattendrag i Burundi.   Det ligger i provinsen Bururi, i den sydvästra delen av landet, 50 kilometer söder om huvudstaden Bujumbura.
Omgivningarna runt Cugaro är en mosaik av jordbruksmark och naturlig växtlighet. Runt Cugaro är det ganska tätbefolkat, med 239 invånare per kvadratkilometer.